# Nelson Mandela
Nelson Rolihlahla Mandela (Mvezo, 1918. július 18. – Johannesburg, 2013. december 5.) a Dél-afrikai Köztársaság első feketebőrű elnöke. Korábban apartheidellenes aktivista, az Afrikai Nemzeti Kongresszus és az Umkhonto we Sizwe katonai vezetője. Apartheidellenes tevékenysége miatt 27 évet börtönben töltött; nagy részét a Robben-szigeten. 1990-ben Frederik Willem de Klerk elnök utasítására szabadon bocsátották, és egy többéves nemzeti kiegyezési folyamat végén 1994-ben elnökké választották. Az apartheid-rendszer tárgyalásos felszámolásáért de Klerkkel megosztva Nobel-békedíjat kapott 1993-ban. A faji megkülönböztetés ellenzőinek körében, a Dél-afrikai Köztársaságban és világszerte, Mandela a szabadság és az egyenlőség jelképe.

## Fiatalkora
Mandela a xhosza nép thembu törzsét irányító Madiba királyi dinasztia sarja, egy thembu törzsfőnök fia. Apja Gadla Henry Mphakanyiswa (vagy más néven Henry Mgdala Mandela) a thembu törzs királyának, Dalindyebónak volt a bizalmi embere. Négy felesége volt, Mandela a harmadik feleségétől, a metodista Nosekeni Fannytól született. Mandela második neve, a Rolihlahla xhosza nyelven annyit jelent: „aki bajba sodorja magát”.
Nelson Rolihlahla Mandela 1918-ban született az Umtatához közeli Mvezo faluban, a dél-afrikai Fokföld tartományban. Apja, Henry Mgdala Mandela a thembu törzs főnöke volt. Nelson nyugati típusú nevelésben részesült. Hétévesen egy metodista általános iskolába kezdett el járni, később Fort Beaufortban a Healdtown Methodist College tanulója lett. 1938-ban beiratkozott a feketék számára létesített Fort Harei-University College-ba, de két év múlva kizárták az egyetemről, mert diáktüntetéseken vett részt. Nem akart hazatérni, nehogy feleségül kelljen vennie azt a lányt, akit a család szemelt ki számára, s inkább Johannesburgba ment. Itt ismerkedett meg Walter Sisuluval, az 1912-ben alapított Afrikai Nemzeti Kongresszus (African National Congress, ANC) későbbi főtitkárával, aki segített neki, hogy a Witwatersrandi Egyetemen befejezhesse jogi tanulmányait. Az Alexandria nevű feketenegyedben telepedett le, és mindinkább megtapasztalta a radikális faji elkülönítés embertelenségét. Ez késztette arra, hogy 1944-ben belépjen a feketék jogaiért küzdő ANC-be. A mozgalom keretén belül működő ifjúsági szövetség a feketéket tömeges polgári engedetlenségre szólította fel. Mandela 1947-ben ennek a szervezetnek a titkára lett. Ekkor már házasságban élt Evelyn Ntoko Maséval. Négy gyermekük született.

## Politikai tevékenysége
1948-ban a fehéreket tömörítő Nemzeti Párt a faji elkülönítés (apartheid) megszigorításának ígéretével került hatalomra. Az ANC éppen ebben az időben fogadta el az ifjúsági szövetség harcias álláspontját. Fontos eseményként jegyezték fel az 1950. május 1-jei tiltakozássorozatot, amely egységbe forrasztotta az ANC-t a kommunista párttal, a szakszervezetekkel és a Dél-Afrikában élő indiaiak jogaiért síkra szálló Indiai Kongresszussal. Az ifjúsági szövetség ellenezte a tüntetést. Ám a rendőri brutalitásnak áldozatul esett 18 fekete halála és az indiai sztrájkszervezők érvei meggyőzték Mandelát, hogy csatlakozzék a június 26-i országos tiltakozási és gyásznaphoz, sőt szerepet is vállaljon a szervezésben.
Ezután az ellenszegülési kampány főszervezőjévé választották, s az ANC az indiai polgárjogi aktivistákkal vállvetve küzdött a nem fehérek mozgásszabadságát korlátozó övezetátlépési engedély és más apartheid jogszabályok eltörléséért. Mandela 1952-ben a transvaali regionális szervezet elnöke, s így az ANC elnökhelyettese lett. Még abban az évben zavargások robbantak ki, miután a rendőrök az "ima és a fogadalom országos napján" (április 6.) rátámadtak a feketékre. Az ellenszegülési kampányt kegyetlenül leverték, a hatóságok letartóztatták Mandelát és az ANC más vezetőit. Drákói "kitiltó" rendszabályokat alkalmaztak rájuk: nem vehettek részt gyűléseken, nem mehettek be bizonyos épületekbe, például a törvényszékekre. Megfigyelés alá helyezték őket, törvény tiltotta, hogy írásaikat bárki közreadja, vagy akár csak idézze.
Mandela kidolgozott egy stratégiát – az M-tervet – arra az esetre, ha az ANC vezetőit a hatóságok mozgásképtelenné tennék. A terv szerint a mozgalomnak a föld alá kell vonulnia, s erős lakóhelyi csoportokba szerveződnie, amelyekkel a megmaradt szervezők szoros kapcsolatot tartanak.
Mandela és Oliver Tambo – az ANC egyik későbbi elnöke – 1952-ben megnyitotta az első fekete ügyvédi irodát Johannesburgban. Az apartheidtörvények alapján a feketéket kisebb vétségek miatt is börtönbüntetésre ítélték, a munka- vagy föld nélkülieket indok nélkül letartóztatták. Mandeláék megpróbáltak segíteni ezeknek az embereknek. 1953-ban az addig vegyes népességű johannesburgi Sophiatownt fehér kerületnek nyilvánították, és az ott élő feketéket kilakoltatták.

## Letartóztatása és bebörtönzése
Mandela, akit időközben megint megfosztottak mozgásszabadságától, 1955-ben álnéven vett részt azon a „népi kongresszuson”, amelyen szövetségre lépett az ANC, a Színesbőrűek kongresszusa, a Dél-ázsiai kongresszus és a fehérek Demokratikus kongresszusa. Az eseményen elfogadták a szabadságjogi chartát, amely kimondta, hogy a hatalmat osztály- vagy bőrszínkülönbség nélkül Dél-Afrika egész népének kell átadni. A nyolcpontos nyilatkozat az ANC politikájának meghatározó okmánya lett. Mandela felismerte, hogy ezzel dél-afrikai demokratikus csoportok addigi legszélesebb összefogása jött létre. Az államnak ekkora egységfronttal szemben két választása maradt: az elnyomás fokozása vagy a meghátrálás. A kormány az elnyomást választotta, és 1956 decemberében letartóztatta a kongresszusi szövetség 156 vezetőjét, köztük Mandelát is. Hazaárulással vádolták őket, mondván, hogy a szabadságjogi charta kihirdetésével kommunista felkelést akartak szítani. Négy évig húzódó per után valamennyiüket felmentették. Mandela ez idő alatt elvált Evelyntől és 1957-ben feleségül vett egy fiatal szociális munkást, Winnie Madikizelát.
A rendőrség 1960-ban Sharpeville-ben az övezetátlépési engedély ellen tüntető feketék közül 69-et megölt. A vérengzés híre világszerte felháborodást keltett. A válság súlyosbodott, rendkívüli állapotot hirdettek, 22 ezer embert letartóztattak, köztük Mandelát is. Hendrik F. Verwoerd miniszterelnök az apartheid eltörlését követelő ENSZ-határozat ellenére a fehér uralom fenntartása mellett döntött, és törvényen kívül helyezte az ANC-t.
Verwoerd „független” fekete államok kialakításával kívánta megteremteni a feketék nagyobb szabadságának látszatát, de valójában ezek rezervátumok voltak, ezeket hívták bantusztánoknak. Mandela elkeseredetten tiltakozott az intézkedés ellen, és 1961-ben, amikor kilencévi kényszerhallgatás után első ízben szerepelhetett a nyilvánosság előtt, hevesen támadta a rezervátumok megalakítását. Egyre inkább úgy látta, hogy a fokozódó elnyomás ellen harcolni kell. Illegalitásba vonult, és Umkhonto we Sizwe (Nemzet Lándzsája) néven gerilla- illetve szabotázsakciókra képes földalatti katonai szervezetet hozott létre, amelynek ő lett a főparancsnoka.
1962-ben beutazta Afrikát, adományokat gyűjtött a küzdelemhez, de amikor hazatért, letartóztatták, mert útlevél nélkül hagyta el az országot. Ötévi kényszermunkára ítélték, majd más aktivistákkal együtt szabotázs- és terrorcselekményben való részvétel vádjával állították bíróság elé, és 1964-ben életfogytiglani szabadságvesztésre ítélték. A Fokváros melletti hírhedt Robben-szigeten tartották fogva. Mandela volt a 466. fogoly, aki a Robben-szigetre érkezett 1964-ben. Tisztelői ma is „46664-es fogoly”-ként utalnak rá időnként, s a Nelson Mandela Alapítvány is ezt használja webcímként.
A bebörtönzött Mandela nem irányíthatta tovább az apartheidellenes mozgalmat, de felesége, Winnie az ANC karizmatikus alakjává nőtt. Az Afrikai Nemzeti Kongresszus az 1970-es években is folytatta tevékenységét. Bár a kormány minden rendelkezésére álló eszközzel védelmezte az apartheidet, a külső és belső nyomás végül elodázhatatlanná tette a reformokat. Mandelát 1990-ben szabadon bocsátották.

## A Dél-afrikai Köztársaság elnöke

Szobor Johannesburgban

1994-ben az ANC nyerte az első demokratikus választásokat, és május 9-én Nelson Mandela lett az új parlament és a Dél-afrikai Köztársaság első fekete elnöke. Az ANC vezetői tisztséget 1991 júliusa és 1997 decembere között töltötte be. Mandelának államfőként meg kellett oldani a feketék feltörekvő igényeit és a fehérek félelmeinek leküzdését.
Mandela sok kritikát kapott, amiért példaképének tekintette Fidel Castrót. 1998-ban katonákat küldött Lesothóba, hogy megakadályozzák a puccsot. 1996-ban elvált második feleségétől, és a következő évben elvette Graça Machelt, Samora Machel mozambiki elnök özvegyét. 2005-ben meghalt Mandela második fia, Makgatho Mandela AIDS-ben.

## Nyugdíjazása és további élete
1999 júniusában – miután kitöltötte elnöki mandátumát – nem indult újra az elnöki posztért. Politikailag azonban aktív maradt, számos nyilatkozatot adott ki. 2003-ban kritizálta az iraki háborút.
2007-ben megalapította A Vének nevű nemzetközi szervezetet.
2009-ben Clint Eastwood filmet forgatott róla, Invictus címmel, melyben a politikust az Oscar-díjas Morgan Freeman játssza.
2012. november 6-án új bankjegysorozatot bocsátottak ki az országban, amelyeken az ő arcképe látható.

## Kitüntetései
- 1990: Nemzetközi Lenin-békedíj
- 1993: Nobel-békedíj
- 2000: Metodista békedíj[8]

## Alakja a művészetben
- 2007-ben Bille August rendező filmjében a Goodby Bafana-ban.[9]
- 2013-ban Justin Chadwick rendező megfilmesítette önéletrajzi könyvét „Mandela – Hosszú út a szabadságig” (Mandela: Long Walk to Freedom) címmel.[10]

## Magyarul megjelent művei
- A szabadság útján; ford. Frida Balázs; Anthropolis Egyesület–Nyitott Könyvműhely, Bp., 2008 (Afrika feketén-fehéren) ISBN 978-963-9725-40-9